# Alvis 12/75
Alvis 12/75 – samochód osobowy produkowany przez przedsiębiorstwo Alvis w latach 1928–1929.

## Dane techniczne
- R4 1,5 l (1482 cm3)[1]
- Układ zasilania: b.d.
- Moc maksymalna: 50 KM (37 kW)[1]
- Prędkość maksymalna: b.d.